# 麻生肇
麻生 肇（あそう はじめ、1962年5月18日 - ）は、日本の元俳優。本名は渡辺 肇（わたなべ はじめ）。東京都出身。聖学院高等学校卒業。所属事務所は、青年座研究所→文学座附属演劇研究所→クラウン・キッズ・カンパニー。

## 出演作品

### 映画
- ときめき海岸物語（1984年8月公開、松竹） - 高岡明 役
- V.マドンナ大戦争（1985年7月公開、松竹富士） - 黒岩純一 役
- テイク・イット・イージー（1986年4月公開、東宝） - 佐原和人 役
- 南へ走れ、海の道を!（1986年8月公開、松竹富士） - 敏 役
- マルサの女（1987年2月公開、東宝） - 姫田 役
- 卒業プルーフ（1987年11月公開、東映クラシックフィルム） - 佐藤竜介 役
- 乙女物語 お嬢様危機イッパツ!（1990年12月公開、バンダイ） - ジョー 役
- トラブルシューター（1995年7月公開、ビターズ・エンド） - テル 役

### テレビドラマ
- 火曜サスペンス劇場「ゼロの蜜月」（1988年6月28日、日本テレビ）
- 世にも奇妙な物語 第2シリーズ「ボクの好きな先生」（1991年10月24日、フジテレビ） - 園田 役
- 大人は判ってくれない 第4回「継なぐ男」（1992年2月6日、フジテレビ）
- 金曜ドラマシアター「キャスタースキャンダル 片岡弘子の選択」（1992年3月20日、フジテレビ）